# NGC 3545A
NGC 3545A est une vaste galaxie elliptique relativement éloignée et située dans la constellation de la Grande Ourse. Il s'agit de la galaxie australe de la paire de galaxies NGC 3545 découverte par l'astronome français Édouard Stephan en 1884, l'autre galaxie étant PGC 33893 (NGC 3545B).

## Caractéristiques
Sa vitesse par rapport au fond diffus cosmologique est de 9 208 ± 19 km/s, ce qui correspond à une distance de Hubble de 135,8 ± 9,5 Mpc (∼443 millions d'al).